# 킹 오브 킹스 (영화)
킹 오브 킹스(The King of Kings)는 2025년 공개된 애니메이션 기독교 영화로, 장성호가 각본과 감독을 맡았다. 찰스 디킨스의 아동 도서 우리 주님의 생애에서 영감을 받아 각색되었다. 케네스 브래나, 우마 서먼, 마크 해밀, 피어스 브로스넌, 로먼 그리핀 데이비스, 포레스트 휘터커, 벤 킹즐리, 오스카 아이작 등이 목소리로 출연한다.
킹 오브 킹스는 2025년 4월 11일 엔젤 스튜디오를 통해 미국에서 개봉되었다. 비평가들로부터 엇갈린 평가를 받았으며, 6500만 달러의 수익을 올렸다.

## 줄거리
찰스 디킨스는 극장 관객들 앞에서 크리스마스 캐럴을 낭독하려 하지만, 무대 뒤에서 자신의 뚱뚱한 고양이 친구와 함께 아서 왕의 공적을 시끄럽게 연기하는 그의 지나치게 산만한 아들 월터의 방해를 끊임없이 받는다. 공연이 망가지자 디킨스는 아들을 벌주려 하지만, 그의 아내 캐서린은 작가가 월터를 원탁의 기사 집착에서 다른 왕, 아서보다 훨씬 위대한 왕, 즉 "왕 중 왕" 예수 그리스도에 관한 이야기를 들려주어 보라고 제안한다. 월터는 그런 일이 가능할 것이라고 생각하지 않지만 마지못해 아버지의 이야기를 들어보기로 동의한다. 다만 지루해지면 언제든지 그만둘 수 있다는 조건으로.
그러나 이야기가 전개되면서 월터는 예수의 삶에 감정적으로 너무 몰입하여 아버지가 아무리 속상해도 이야기를 끝까지 들려달라고 요구한다. 이야기가 진행됨에 따라 월터는 이야기에 몰입할 뿐만 아니라 자신이 이야기에 참여하고 있다고 상상하기 시작한다. 자신과 그의 고양이 윌라가 예수와 제자들과 나란히 여행하며 그리스도의 삶의 다양한 사건들을 목격하는 것이다. 탄생과 사역, 수난과 부활을 말이다. 그는 점차 예수를 알고 사랑하게 된다. 그의 아버지는 또한 아담과 하와와 원죄에 대한 이야기를 들려줌으로써 예수의 희생의 의미를 설명하지만, 월터는 그토록 잔혹하고 부당한 죽음을 받아들이고 이해하는 데 큰 어려움을 겪는다.
월터는 예수의 죽음으로 슬픔에 잠기지만, 갑자기 그는 베드로 사도처럼 물 위를 걸었을 때처럼 바다 밑으로 가라앉는 자신을 발견한다. 월터는 예수에게 자신을 구해달라고 간청한다. 예수가 나타나 그를 부드럽게 안아주고 물 밖으로 끌어내어 물 속으로 들어간다. 그는 거대한 빈 십자가로 대체되어 사라진다.
마른 땅으로 돌아온 월터는 눈앞의 거대한 십자가를 응시한다. 그는 그리스도의 희생을 통해 죄와 사망에서 구원과 구원을 경험했다. 그는 그를 향한 예수의 무한한 사랑을 깊이 이해하고 사랑과 감사에 압도된다. 그리고 그는 부활을 목격하고 예수가 살아있는 채로 눈앞에 서 있는 것을 본다. 예수는 그에게 미소짓고 해가 뜨면서 서서히 수평선 너머로 멀어진다.
월터가 달려가 형제들에게 이야기를 들려주자, 디킨스는 자녀들을 위해 예수의 삶을 글로 쓰기로 결정한다. 그때 화면에 요한의 복음서에서 인용한 예수의 이 말씀이 나타난다. "나는 길이요 진리요 생명이니 나로 말미암지 않고는 아버지께로 올 자가 없느니라."

## 성우진
- 케네스 브래나 - 찰스 디킨스 역
- 우마 서먼 - 캐서린 디킨스 역
- 마크 해밀 - 헤로데 왕 역
- 피어스 브로스넌 - 폰티우스 필라투스 역
- 로먼 그리핀 데이비스 - 월터 디킨스 역
- 포리스트 휘터커 - 베드로 역
- 벤 킹즐리 - 가야바 대제사장 역
- 오스카 아이작 - 예수 그리스도 역
- 에이바 생어 - 메리 디킨스 역
- 디 브래들리 베이커 - 고양이 윌라 역
- 제임스 아널드 테일러 - 멜키오르, 마태, 빌립, 도마, 어린 예수, 헤롯의 서기관 역
- 짐 커밍스 - 바리새인 힐렐, 디스마스, 대 야고보 역
- 프레드 태터쇼어 - 바리새인 엘리에셀 역
- 바네사 마셜 - 베타니아의 마리아 역
- 믹 윙거트 - 가스파르, 바리새인 마할리엘 역
- 이마리 윌리엄스 - 발타자르, 바르톨로메오 역
- 프랭크 토다로 - 게스타스 역
- 밀리센트 미에리아누 - 마르타 역

### 우리말 더빙
- 이병헌 - 찰스 디킨스 / 요셉 역
- 진선규 - 예수 그리스도 역
- 이하늬 - 캐서린 디킨스 / 마리아 / 천사 역
- 양동근 - 시몬 베드로 역
- 차인표 - 본디오 빌라도 역
- 권오중 - 헤롯 대왕 역
- 장광 - 가야바 대제사장 역
- 최하리 - 월터 디킨스 역
- 최한 - 세례요한 역
- 엄상현 - 도마 역
- 김기철 - 가룟유다 역
- 이장원 - 바리새인 3 / 사탄 역
- 소연 - 베다니의 마리아 역
- 박선영 - 마르다 역
- 김용준 - 맹인 역
- 윤성혜 - 여인 1 역
- 심태윤 - 다대오 역
- 김근배 - 상인 1 역
- 남성준 - 친구 2 역
- 고한민 - 양치기 1 역
- 김현중 - 양치기 2 역
- 한민희 - 병사 1 역
- 손진영 - 병사 2 역
- 최지연 - 여인 3 역
- 오상무 - 사도 요한 역
- 이종빈 - 병사 16 역
- 이성미 - 여인 5 역
- 김지선 - 여인 6 역
- 송은이 - 여인 7 역
- 한동욱 - 여관주인 2 역
- 허영식 - 여관주인 3 역
- 장성호 - 시몬 역

## 제작
2024년 9월, 찰스 디킨스의 우리 주님의 생애를 바탕으로 한 애니메이션 각색이 개발 중이며, 케네스 브래나, 우마 서먼, 로먼 그리핀 데이비스, 오스카 아이작, 포리스트 휘터커, 피어스 브로스넌, 마크 해밀, 벤 킹즐리가 캐스팅에 참여할 것이라고 발표되었다. 2025년 3월, 베테랑 성우 디 브래들리 베이커, 제임스 아널드 테일러, 짐 커밍스, 프레드 태터쇼어, 바네사 마셜이 소셜 미디어를 통해 캐스팅에 포함되었다고 각각 발표되었다.
대한민국 제작임에도 불구하고 시각 효과는 베트남의 애니모스트 스튜디오에서, 후반 작업은 애들레이드의 선자이브 스튜디오에서, 성우진은 미국과 영국인들이 맡았다. 마케팅 이전 총 제작비는 360억 원(당시 약 2520만 달러)이 소요되었다.

## 개봉
2024년 11월, 엔젤 스튜디오는 북아메리카에서의 배급권을 확보했다. 영화의 공식 예고편은 2024년 11월에 공개되었다. 2025년 4월 11일에 개봉되었다.

## 평가

### 흥행
2025년 5월 8일 기준, 킹 오브 킹스는 미국과 캐나다에서 5840만 달러, 다른 지역에서 680만 달러를 벌어들여 전 세계적으로 총 6520만 달러를 기록했다.
미국과 캐나다에서 킹 오브 킹스는 아마추어, 워페어, 드롭과 함께 개봉되었으며, 개봉 주말에 3,200개 상영관에서 1,200만~1,400만 달러를 벌어들일 것으로 예상되었다. 이 영화는 개봉 전 1,460만 달러의 사전 판매를 기록했다. 이 영화는 개봉 첫날 700만 달러를 벌어들였으며, 목요일 밤 시사회에서 200만 달러를 포함한다. 예상치를 초과하여 1,940만 달러로 데뷔했으며, A MINECRAFT MOVIE 마인크래프트 무비에 이어 박스 오피스에서 2위를 차지했다. 성금요일과 부활절이 겹친 두 번째 주말에 이 영화는 1,760만 달러(단 9% 하락)를 벌어들여 3위를 차지했다.

### 평론가 반응
리뷰 애그리게이터 웹사이트 로튼 토마토에 따르면, 55명의 평론가 중 65%가 긍정적이며 평균 평점은 10점 만점에 6점이다. 웹사이트의 의견은 다음과 같다. "그리스도 이야기를 아이들이 이해하기 쉬운 틀에 담아낸 '킹 오브 킹스'는 가족 애니메이션의 가장 세련된 예는 아니지만, 볼 만한 주일학교 영화로 손색이 없다." 가중 평균 평점을 사용하는 메타크리틱은 6명의 평론가를 대상으로 100점 만점에 42점을 부여하여 "복합적이거나 보통"이라는 평가를 내렸다. 시네마스코어(CinemaScore)의 관객 설문조사에서는 드물게 평균 평점인 "A+"를 주었고, 포스트트랙(PostTrak)의 관객 설문조사에서는 94%가 긍정적인 평가를 내렸으며, 83%가 영화를 강력히 추천하겠다고 답했다.